# Lluïsa Denís i Reverter

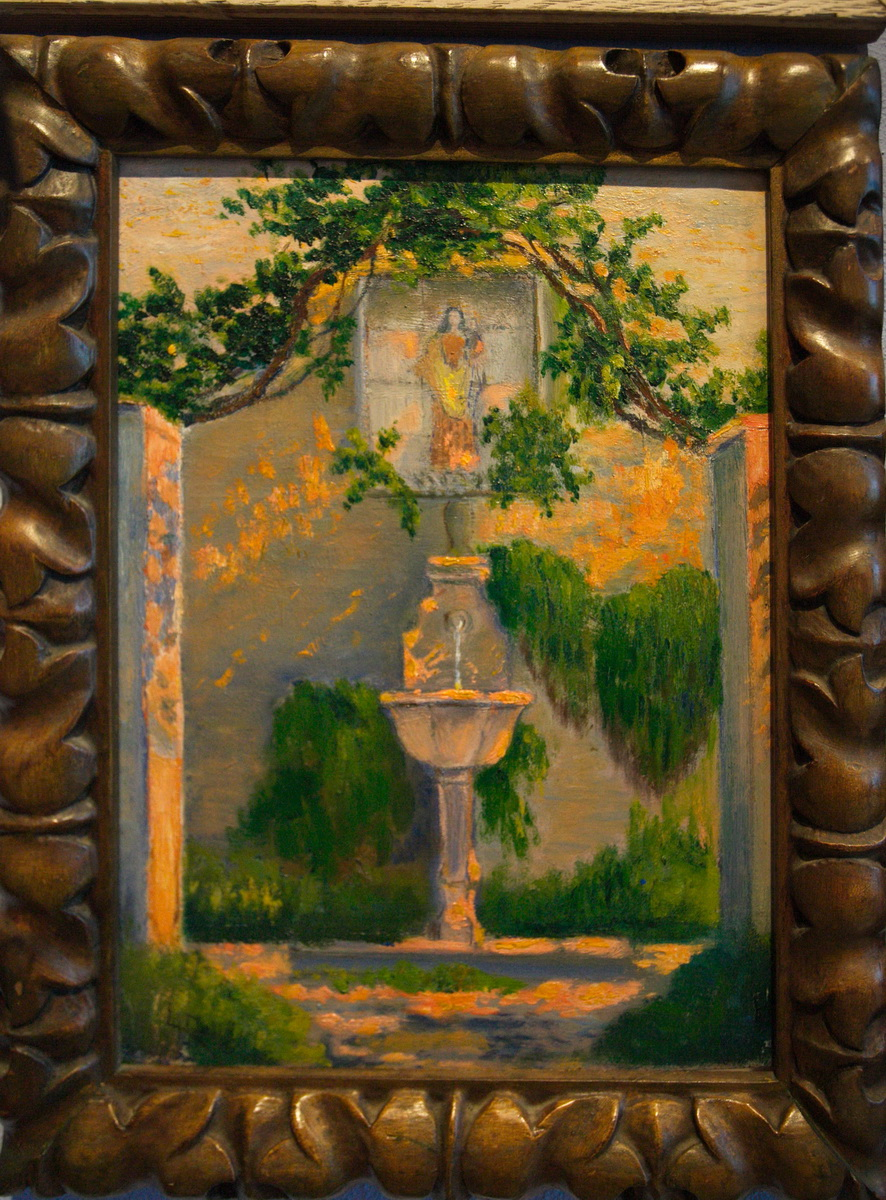
La Font de la Verge (Xàtiva), 1922. Museu del Cau Ferrat.

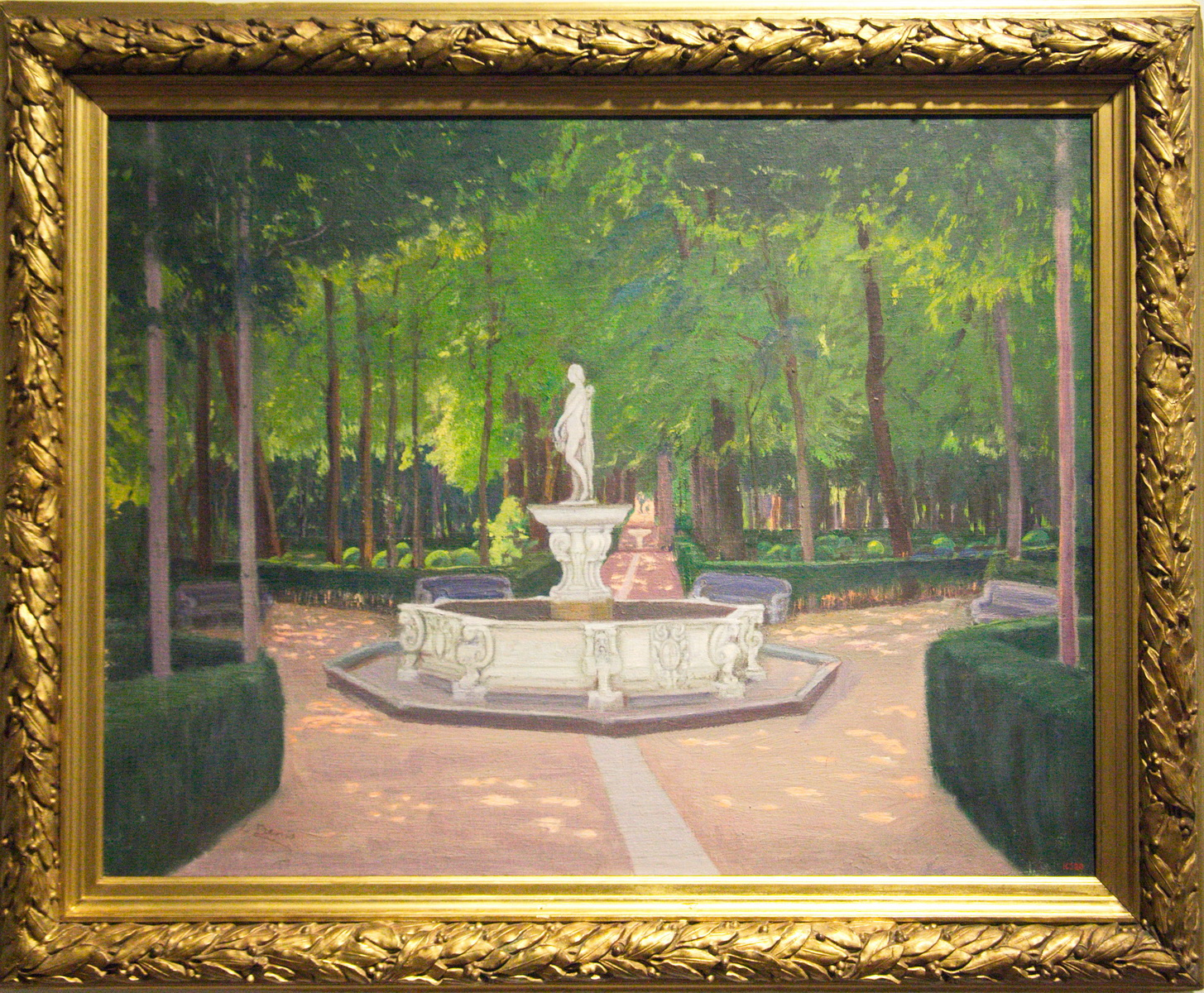
Jardí de la Isla d'Aranjuez, 1919. Museu de Maricel.

Lluïsa Denís i Reverter (Barcelona, 20 de maig de 1862 - Barcelona, 28 de gener de 1946) fou una artista polifacètica: autora teatral, compositora i pintora catalana, de pare francès qui també va escriure poesia i teatre. Va escriure Els caçadors furtius (1931), Una venjança com n'hi ha poques (1931), i el text i la música de diverses sarsueles i de cançons.

## Orígens familiars
L'avi patern, François Denis, era originari de París i arribà a Catalunya com a soldat d'artilleria de l'exèrcit de Napoleó. Participà al setge de Girona i s'establí a Barcelona pocs anys després, on es casà amb Lluïsa Gené, viuda de Ramon Via i hereva de diverses possessions a la Barceloneta. El fill major de la parella, Agustí Denis, va estar molt implicat en la vida política i social de la ciutat i es presentà a les eleccions municipals de Barcelona en diverses ocasions. El 1858 es casà amb Dolors Reverter, filla d'un treballador de la fàbrica que dirigia i originària de Vinaròs. D'aquest matrimoni en va néixer Lluïsa Denís i Reverter el 20 de maig de 1862.
|  |                                        |  |  |  |  |  |  |  |  |  |  |  |  |  |  |  |
|  | 8. Joseph Denis                        |  |  |  |  |  |  |  |  |  |  |  |  |  |  |  |
|  |                                        |  |  |  |  |  |  |  |  |  |  |  |  |  |  |  |
|  |                                        |  |  |  |  |  |  |  |  |  |  |  |  |  |  |  |
|  | 4. François Denis 1787-1847            |  |  |  |  |  |  |  |  |  |  |  |  |  |  |  |
|  |                                        |  |  |  |  |  |  |  |  |  |  |  |  |  |  |  |
|  |                                        |  |  |  |  |  |  |  |  |  |  |  |  |  |  |  |
|  | 9. Simone Rosselin                     |  |  |  |  |  |  |  |  |  |  |  |  |  |  |  |
|  |                                        |  |  |  |  |  |  |  |  |  |  |  |  |  |  |  |
|  |                                        |  |  |  |  |  |  |  |  |  |  |  |  |  |  |  |
|  | 2. Agustí Denis i Gené 1819-1884       |  |  |  |  |  |  |  |  |  |  |  |  |  |  |  |
|  |                                        |  |  |  |  |  |  |  |  |  |  |  |  |  |  |  |
|  |                                        |  |  |  |  |  |  |  |  |  |  |  |  |  |  |  |
|  | 10. Diego Gené                         |  |  |  |  |  |  |  |  |  |  |  |  |  |  |  |
|  |                                        |  |  |  |  |  |  |  |  |  |  |  |  |  |  |  |
|  |                                        |  |  |  |  |  |  |  |  |  |  |  |  |  |  |  |
|  | 5. Lluïsa Gené i Mitjavila 1782-1850   |  |  |  |  |  |  |  |  |  |  |  |  |  |  |  |
|  |                                        |  |  |  |  |  |  |  |  |  |  |  |  |  |  |  |
|  |                                        |  |  |  |  |  |  |  |  |  |  |  |  |  |  |  |
|  | 11. Lluïsa Mitjavila                   |  |  |  |  |  |  |  |  |  |  |  |  |  |  |  |
|  |                                        |  |  |  |  |  |  |  |  |  |  |  |  |  |  |  |
|  |                                        |  |  |  |  |  |  |  |  |  |  |  |  |  |  |  |
|  | 1. Lluïsa Denís i Reverter 1862-1946   |  |  |  |  |  |  |  |  |  |  |  |  |  |  |  |
|  |                                        |  |  |  |  |  |  |  |  |  |  |  |  |  |  |  |
|  |                                        |  |  |  |  |  |  |  |  |  |  |  |  |  |  |  |
|  | 12. Agustí Reverter                    |  |  |  |  |  |  |  |  |  |  |  |  |  |  |  |
|  |                                        |  |  |  |  |  |  |  |  |  |  |  |  |  |  |  |
|  |                                        |  |  |  |  |  |  |  |  |  |  |  |  |  |  |  |
|  | 6. Bautista Reverter                   |  |  |  |  |  |  |  |  |  |  |  |  |  |  |  |
|  |                                        |  |  |  |  |  |  |  |  |  |  |  |  |  |  |  |
|  |                                        |  |  |  |  |  |  |  |  |  |  |  |  |  |  |  |
|  | 13. Maria Martínez                     |  |  |  |  |  |  |  |  |  |  |  |  |  |  |  |
|  |                                        |  |  |  |  |  |  |  |  |  |  |  |  |  |  |  |
|  |                                        |  |  |  |  |  |  |  |  |  |  |  |  |  |  |  |
|  | 3. Dolors Reverter i Angelon 1836-1924 |  |  |  |  |  |  |  |  |  |  |  |  |  |  |  |
|  |                                        |  |  |  |  |  |  |  |  |  |  |  |  |  |  |  |
|  |                                        |  |  |  |  |  |  |  |  |  |  |  |  |  |  |  |
|  | 14. Salvador Angelona                  |  |  |  |  |  |  |  |  |  |  |  |  |  |  |  |
|  |                                        |  |  |  |  |  |  |  |  |  |  |  |  |  |  |  |
|  |                                        |  |  |  |  |  |  |  |  |  |  |  |  |  |  |  |
|  | 7. Fructuosa Angelon                   |  |  |  |  |  |  |  |  |  |  |  |  |  |  |  |
|  |                                        |  |  |  |  |  |  |  |  |  |  |  |  |  |  |  |
|  |                                        |  |  |  |  |  |  |  |  |  |  |  |  |  |  |  |
|  | 15. Maria Fresquet                     |  |  |  |  |  |  |  |  |  |  |  |  |  |  |  |
|  |                                        |  |  |  |  |  |  |  |  |  |  |  |  |  |  |  |
|  |                                        |  |  |  |  |  |  |  |  |  |  |  |  |  |  |  |

## Obra
Una part de l'obra de Lluïsa Denís (quadres i dibuixos) la trobem al Museu de Cau Ferrat de Sitges, escenari de diverses festes de caràcter modernista entre els anys 1892 i 1899 i que va ser cedit a la ciutat l'any 1932, un any després de la mort de Rusiñol, tal com posava al seu testament.
Entre la seva obra trobem les peces teatrals Els caçadors furtius: comèdia en un acte i dos quadros (1931), Una venjança com n'hi ha poques: tragèdia en un acte (1931); i un recull de 12 cançons alegres amb un caràcter una mica picant i amb aires de cuplet que porta el nom de L'alegre cantaire.